# Annie Botha

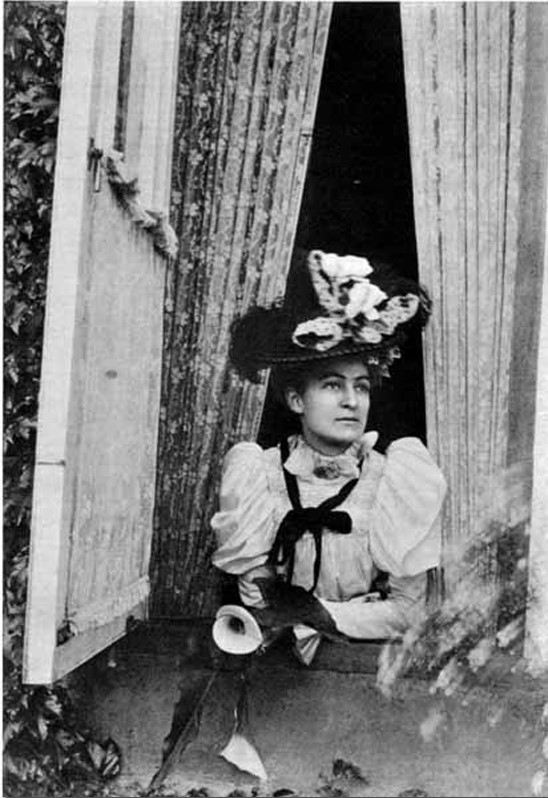
Annie Botha, ca. 1900

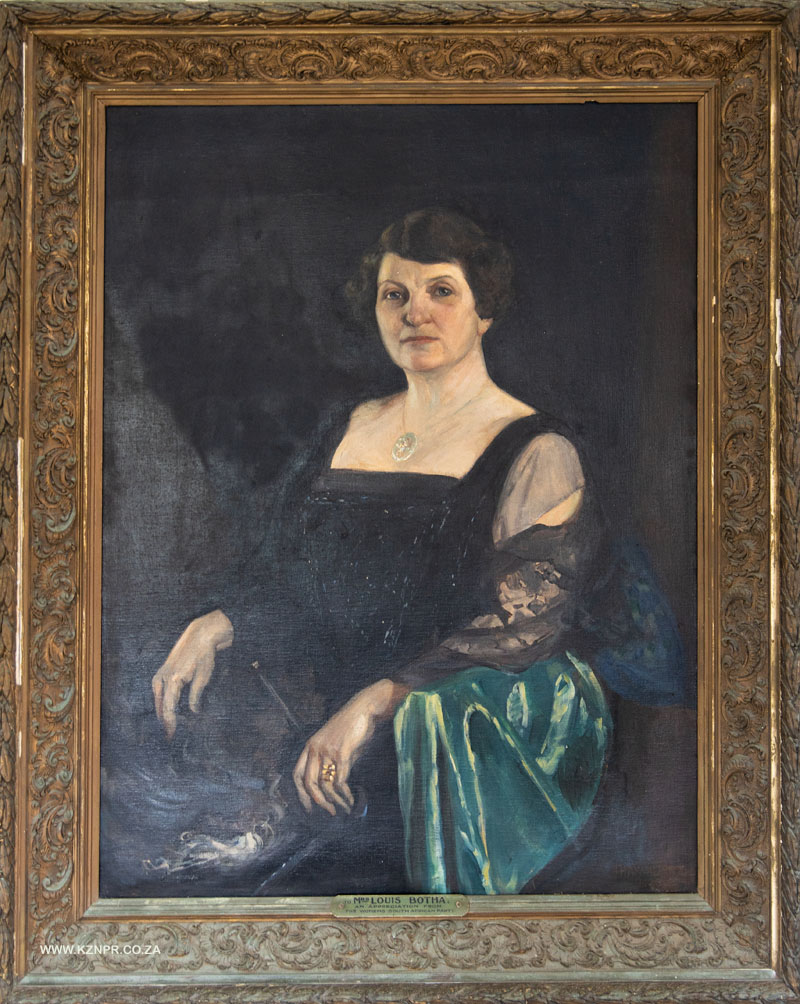
Unbekannter Künstler: Mrs. Louis Botha, o. D., im Botha House, Pennington, KwaZulu-Natal, Text auf der Plakette: „An appreciation from the Womens South African Party“

Annie Frances Botha, geborene Bland Emmett (* 3. Juli 1864 in Swellendam, Kapkolonie, Britisches Weltreich; † 21. Mai 1937 in Sezela, Provinz Natal, Südafrikanische Union) war eine Persönlichkeit der südafrikanischen Zivilgesellschaft und als Ehefrau von Louis Botha, des ersten Premierministers von Südafrika, die First Lady der Südafrikanischen Union. Sie gründete zusammen mit Georgiana Solomon die South African Women's Federation und war deren erste Vorsitzende.

## Leben
Botha wurde als Tochter von John Cheere Emmett (1822–1905), ein Farmer, und seiner Frau Helen Laetitia Bland (auch Helena Letitia du Plessis Bland oder Helena Aletta Emmett, 1833–1895) geboren. Annie war die ältere Schwester des Bittereinder-Generals Joseph James Cheere Emmett (1866–1933). Sie wurde im anglikanischen Glauben erzogen und ihre Familie gehörte der Anglican Church of Southern Africa an.
1869 zog die Familie in den Oranje-Freistaat und ließ sich auf einer Farm zwischen Harrismith und Vrede nieder. Sie wurde an der St. Michael's School, einer Schule in Bloemfontein, die von anglikanischen Nonnen betrieben wurde, ausgebildet. Botha unterrichtete später an dieser Schule, bis sie mit ihren Eltern nach Vryheid zog.
Während ihres Aufenthalts in Vryheid lernte sie Louis Botha kennen. Sie heirateten am 13. Dezember 1886 in der niederländisch-reformierten Kirche in Vryheid und hatten fünf Kinder. Botha konvertierte später vom Anglikanismus zum niederländisch-reformierten Protestantismus. Kurz nach ihrer Hochzeit ließen sie sich auf der Waterval Farm in Vryheid nieder.
Während des Zweiten Burenkriegs zog die Familie nach Pretoria und blieb dort, nachdem die Stadt 1900 von britischen Truppen unter der Führung von Frederick Roberts, besetzt worden war. Bothas Ehemann diente als Buren-General und später als Oberbefehlshaber der Transvaal-Armee während des Krieges. Herbert Kitchener, überredete Botha, herauszufinden, ob ihr Mann bereit wäre, sich mit ihm zu treffen, nachdem es schien, dass die Burenkräfte nicht kapitulieren würden. Sie erhielt die Erlaubnis, ihn in Bothasberg zu besuchen, nach einer Reise mit dem Zug und einem von Maultieren gezogenen Wagen. Sie überzeugte ihren Mann, sich im Februar 1901 mit Kitchener in Middelburg zu treffen. Das Treffen war für die Verhandlungen nicht erfolgreich, aber die britischen Vorschläge bildeten die Grundlage für weitere Beratungen im Mai 1902.
1901 durfte Botha nach Europa reisen, wo sie bis zum Ende des Krieges blieb. Während ihres Aufenthalts dort beherbergte sie die Buren-Generäle Koos de la Rey und Christiaan de Wet, die Geld für Kriegsopfer sammelten. Sie kehrte 1902 nach Südafrika zurück und stellte fest, dass ihr Zuhause zerstört worden war, sodass die Familie sich in einem Haus in der Cilliers Street in Pretoria niederließ.
Nach dem Krieg unternahmen Botha und ihr Mann eine Tour durch das Land, um die Moral zu stärken und den Menschen Nahrung und andere Annehmlichkeiten zu bieten. Am 19. Oktober 1904 gründete sie zusammen mit Georgiana Solomon die South African Women's Federation, eine Frauenhilfs- und Kulturvereinigung, und wurde deren Vorsitzende. Die Wohltätigkeitsorganisation besteht bis heute. Sie trat als Vorsitzende zurück, nachdem ihr Mann zum Premierminister gewählt worden war, wurde jedoch zur Ehrenpräsidentin auf Lebenszeit innerhalb der Organisation ernannt.
Nach dem Tod ihres Mannes im Jahr 1919 ließ sich Botha auf einer Farm in Rusthof in der Nähe von Standerton nieder und verbrachte die Winter in Sezela, wo sie 1937 starb.

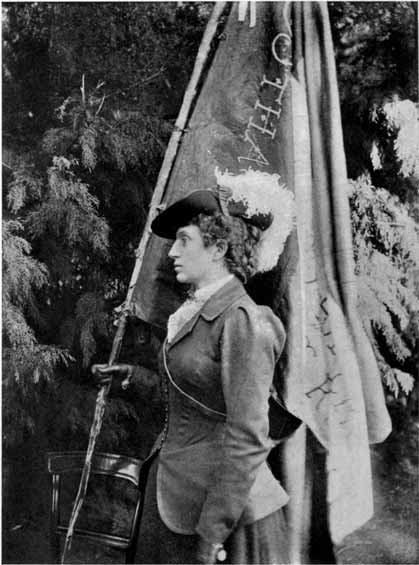
Mrs. Commandant-General Louis Botha, aus Howard C. Hillegas: With the Boers Forces, Methuen, London 1900.
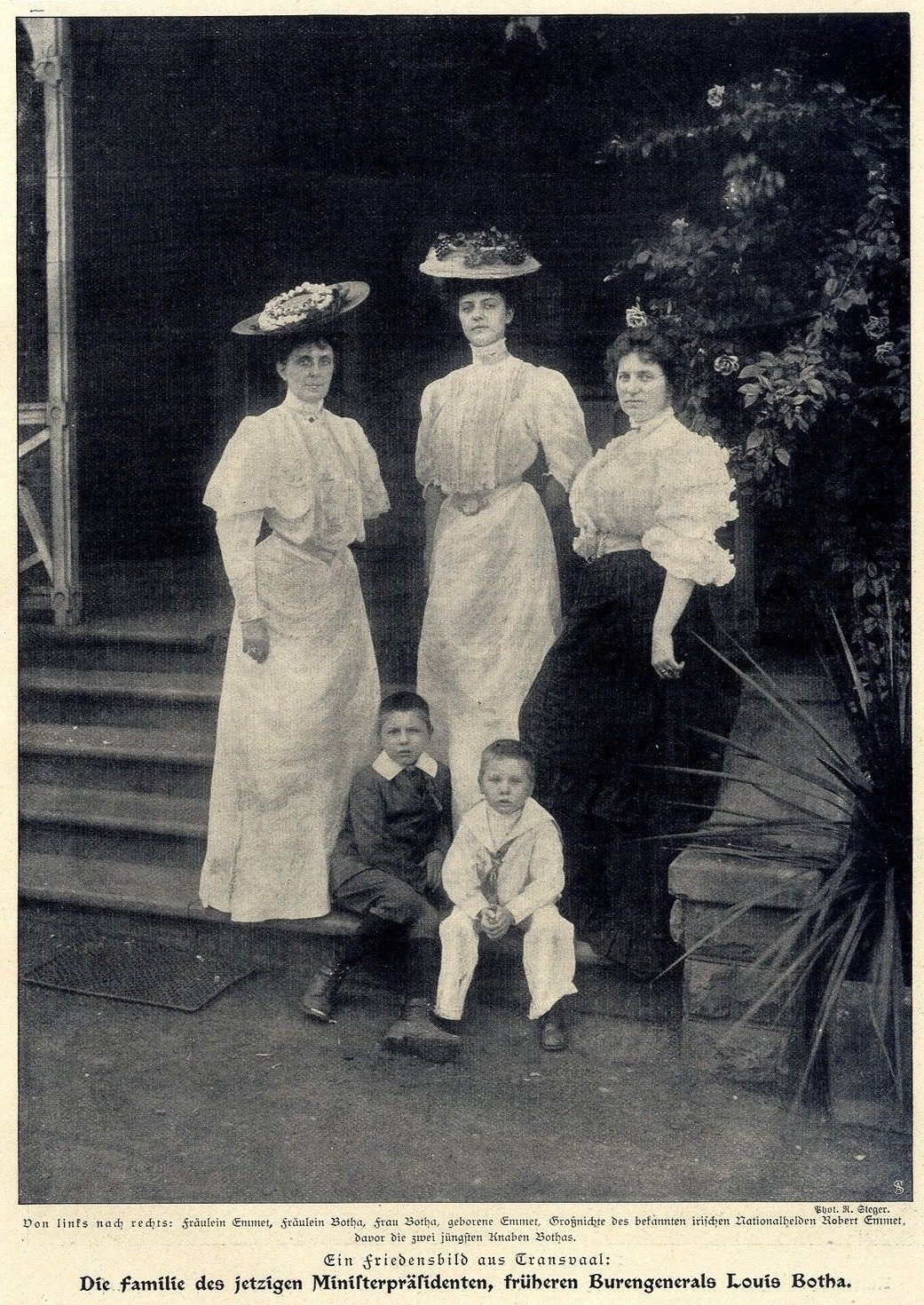
Annie Botha (rechts) mit ihren beiden jüngsten Söhnen und zwei weiteren Familienmitgliedern, Aufnahme von Rudolf Steger, 1907.
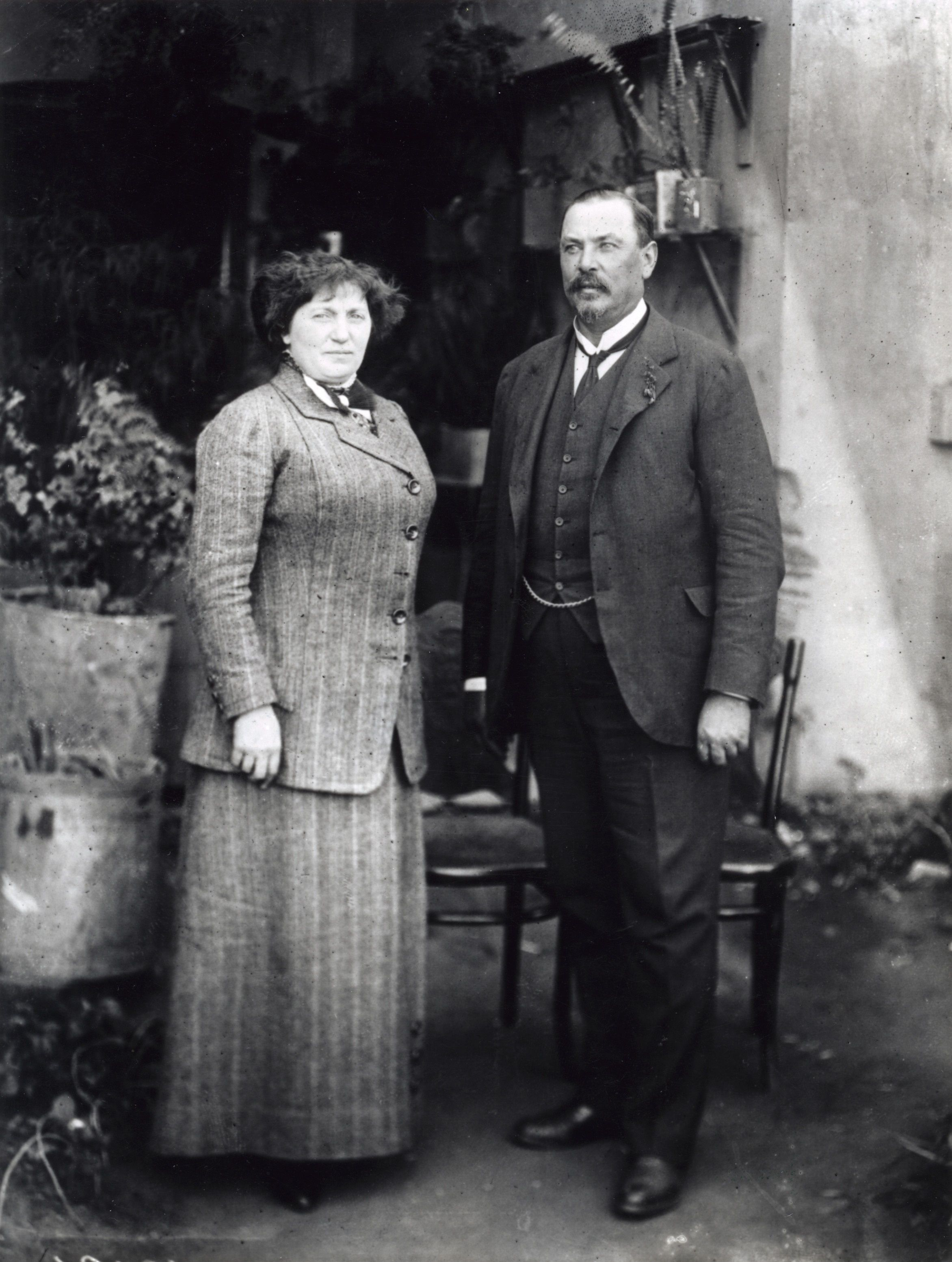
Annie und Louis Botha in Rustenburg, ca. 1915.